# 악에 바쳐
악에 바쳐는 한국에서 제작된 김시우 감독의 2021년 드라마, 멜로/로맨스 영화이다. 박유천 등이 주연으로 출연하였다.

## 출연

### 주연
- 박유천
- 이진리